# Тэмпё-сёхо
Тэмпё-сёхо или Тэмпё-сёбо (яп. 天平勝宝 тэмпё: сё:хо:, мир Поднебесной — победоносное сокровище) — девиз правления (нэнго) японской императрицы Кокэн с 749 по 757 год .

## Продолжительность
Начало и конец эры:
- 2-й день 7-й луны 1-го года Тэмпё-кампо (по юлианскому календарю — 19 августа 749 года);
- 18-й день 8-й луны 9-го года Тэмпё-сёхо (по юлианскому календарю — 6 сентября 757 года).

## События
- 750 год (2-й год Тэмпё-сёхо) — десятое посольство в китайскую империю Тан;
- 5 сентября 750 года (1-й день 8-й луны 2-го года Тэмпё-сёхо) — императрица Кокэн отреклась от престола в пользу своего приёмного сына, который вскоре после этого взошёл на престол под именем Император Дзюннин[6];
- 751 год (3-й год Тэмпё-сёхо) — завершено составление поэтического сборника «Кайфусо»;
- 752 год (4-й год Тэмпё-сёхо) — церемония «открытия глаз» большого Будды (дайбуцу) в храме Тодай-дзи[7];
- 754 год (6-й год Тэмпё-сёхо) — танский монах Кандзин прибывает в Японию;
- 756 год (8-й год Тэмпё-сёхо) — создание императорского хранилища Сёсоин при храме Тодай-дзи.

## Сравнительная таблица
Ниже представлена таблица соответствия японского традиционного и европейского летосчисления. В скобках к номеру года японской эры указано название соответствующего года из 60-летнего цикла китайской системы гань-чжи. Японские месяцы традиционно названы лунами.
| 1-й год Тэмпё-сёхо (Земляной Бык)         | 1-я луна       | 2-я луна*  | 3-я луна* | 4-я луна               | 5-я луна  | 5-я луна* (високосная) | 6-я луна   | 7-я луна*   | 8-я луна              | 9-я луна   | 10-я луна*              | 11-я луна    | 12-я луна*    |
| ----------------------------------------- | -------------- | ---------- | --------- | ---------------------- | --------- | ---------------------- | ---------- | ----------- | --------------------- | ---------- | ----------------------- | ------------ | ------------- |
| Юлианский календарь                       | 23 января 749  | 22 февраля | 23 марта  | 21 апреля              | 21 мая    | 20 июня                | 19 июля    | 18 августа  | 16 сентября           | 16 октября | 15 ноября               | 14 декабря   | 13 января 750 |
| 2-й год Тэмпё-сёхо (Металлический Тигр)   | 1-я луна       | 2-я луна*  | 3-я луна* | 4-я луна               | 5-я луна* | 6-я луна               | 7-я луна*  | 8-я луна    | 9-я луна              | 10-я луна  | 11-я луна*              | 12-я луна    |               |
| Юлианский календарь                       | 11 февраля 750 | 13 марта   | 11 апреля | 10 мая                 | 9 июня    | 8 июля                 | 7 августа  | 5 сентября  | 5 октября             | 4 ноября   | 4 декабря               | 2 января 751 |               |
| 3-й год Тэмпё-сёхо (Металлический Кролик) | 1-я луна*      | 2-я луна   | 3-я луна* | 4-я луна*              | 5-я луна  | 6-я луна*              | 7-я луна   | 8-я луна*   | 9-я луна              | 10-я луна  | 11-я луна*              | 12-я луна    |               |
| Юлианский календарь                       | 1 февраля 751  | 2 марта    | 1 апреля  | 30 апреля              | 29 мая    | 28 июня                | 27 июля    | 26 августа  | 24 сентября           | 24 октября | 23 ноября               | 22 декабря   |               |
| 4-й год Тэмпё-сёхо (Водяной Дракон)       | 1-я луна       | 2-я луна*  | 3-я луна  | 3-я луна* (високосная) | 4-я луна* | 5-я луна               | 6-я луна*  | 7-я луна*   | 8-я луна              | 9-я луна   | 10-я луна*              | 11-я луна    | 12-я луна     |
| Юлианский календарь                       | 21 января 752  | 20 февраля | 20 марта  | 19 апреля              | 18 мая    | 16 июня                | 16 июля    | 14 августа  | 12 сентября           | 12 октября | 11 ноября               | 10 декабря   | 9 января 753  |
| 5-й год Тэмпё-сёхо (Водяная Змея)         | 1-я луна       | 2-я луна*  | 3-я луна  | 4-я луна*              | 5-я луна* | 6-я луна               | 7-я луна*  | 8-я луна*   | 9-я луна              | 10-я луна  | 11-я луна*              | 12-я луна    |               |
| Юлианский календарь                       | 8 февраля 753  | 10 марта   | 8 апреля  | 8 мая                  | 6 июня    | 5 июля                 | 4 августа  | 2 сентября  | 1 октября             | 31 октября | 30 ноября               | 29 декабря   |               |
| 6-й год Тэмпё-сёхо (Деревянная Лошадь)    | 1-я луна       | 2-я луна   | 3-я луна* | 4-я луна               | 5-я луна* | 6-я луна*              | 7-я луна   | 8-я луна*   | 9-я луна*             | 10-я луна  | 10-я луна* (високосная) | 11-я луна    | 12-я луна     |
| Юлианский календарь                       | 28 января 754  | 27 февраля | 29 марта  | 27 апреля              | 27 мая    | 25 июня                | 24 июля    | 23 августа  | 21 сентября           | 20 октября | 19 ноября               | 18 декабря   | 17 января 755 |
| 7-й год Тэмпё-сёхо (Деревянная Коза)      | 1-я луна       | 2-я луна*  | 3-я луна  | 4-я луна*              | 5-я луна  | 6-я луна*              | 7-я луна   | 8-я луна*   | 9-я луна*             | 10-я луна  | 11-я луна*              | 12-я луна    |               |
| Юлианский календарь                       | 16 февраля 755 | 18 марта   | 16 апреля | 16 мая                 | 14 июня   | 14 июля                | 12 августа | 11 сентября | 10 октября            | 8 ноября   | 8 декабря               | 6 января 756 |               |
| 8-й год Тэмпё-сёхо (Огненная Обезьяна)    | 1-я луна       | 2-я луна*  | 3-я луна  | 4-я луна               | 5-я луна* | 6-я луна               | 7-я луна*  | 8-я луна    | 9-я луна*             | 10-я луна  | 11-я луна*              | 12-я луна    |               |
| Юлианский календарь                       | 5 февраля 756  | 6 марта    | 4 апреля  | 4 мая                  | 3 июня    | 2 июля                 | 1 августа  | 30 августа  | 29 сентября           | 28 октября | 27 ноября               | 26 декабря   |               |
| 9-й год Тэмпё-сёхо (Огненный Петух)       | 1-я луна*      | 2-я луна   | 3-я луна* | 4-я луна               | 5-я луна* | 6-я луна               | 7-я луна   | 8-я луна*   | 8-я луна (високосная) | 9-я луна*  | 10-я луна               | 11-я луна*   | 12-я луна     |
| Юлианский календарь                       | 25 января 757  | 23 февраля | 25 марта  | 23 апреля              | 23 мая    | 21 июня                | 21 июля    | 20 августа  | 18 сентября           | 18 октября | 16 ноября               | 16 декабря   | 14 января 758 |

* звёздочкой отмечены короткие месяцы (луны) продолжительностью 29 дней. Остальные месяцы длятся 30 дней.